# Mezi orlem a hadem
Mezi orlem a hadem (1989) je dobrodružný román pro mládež od českého spisovatele Josefa Voláka. Autor v něm spojil své dvě již dříve vydané knihy Divokým Alajem (1985) a Tajemství Uzun-Guru (1988). Kniha obsahuje dvě části, první je nezměněná kniha Divokým Alajem a druhá část s názvem Mezi orlem a hadem je nově napsané dobrodružství navazující na první knihu a předcházející dobrodružství z knihy Tajemství Uzun-Guru. 

## Obsah románu
Román líčí příběhy dvou mladých přátel, Rusa Zachira a Čecha Petra, kteří o prázdninách cestují s přírodovědeckou karavanou nejprve středoasijským pohořím Alaj a posléze západním Ťan-šanem. Tato hlavní dějová linie je doplněna řadou napínavých příběhů o vyznavačích ďábla jezídech nebo o bojích sovětských pohraničníků s protisovětskými horskými bandity (basmači) ve 20. letech. Tyto příběhy si vyprávějí členové výpravy v době odpočinku.
Petr si klade za cíl vyfotografovat, případně chytit, vzácného motýla jasoně Parnassius charltonius v jeho přirozeném vysokohorském prostředí a napsat o něm odborný článek. Ve snaze splnit svůj záměr se vydá sám do hor a zabloudí. Prožije pak mnoho nebezpečných příhod: zažije zemětřesení a málem se utopí v horském potoce, ze kterého jej zachrání dívka Nazyra, do které se zamiluje. Střetne se s medvědem a pomůže Nazyře zachránit jejího dědečka, který se při zemětřesení zraní. Objeví také starou opuštěnou skrýš basmačů. Nazyra pak Zachira a Petra doprovází na další cestě, na které se všichni seznámí se snahou sovětské vlády chránit vzácná zvířata, například orly nebo sněžné levharty. Nakonec se Petrovi podaří vzácného motýla objevit.